# Kraftwerk Boxberg
Kraftwerk Boxberg er et brunkuls-fyret kraftværk bestående af 4 blokke i Boxberg (nær Weißwasser), Sachsen i det tidligere Østtyskland. Siden slutningen af 1990'erne har det produceret 1900 MW. Siden 2001 blev det drevet af Vattenfall Europe, en underafdeling af Vattenfall. Vattenfall solgte sine brunkulsminer og brunkulskraftværker til det tjekkiske firma LEAG (ejer bl.a. Lausitz Energie Kraftwerke AG) 12. oktober 2016. 

## Historie
Ligesom kraftværkerne Jänschwalde og Schwarze Pumpe, blev Boxberg bygget på et sted omgivet af åbne brunkuls-miner. Den første kraftværks-blok blev bygget i 1966, i 1980'erne var der 14 blokke med en samlet produktion på 3520 MW.

Efter den tyske genforening blev 12 blokke (210 MW hver) nedlagt, og 2 (500 MW hver) blev moderniseret mellem 1993 og 1995. Fra 1996 til 2000 blev en tredje blok på 900 MW blok opført, en fjerde blok på 675 MW blev taget i drift i efteråret 2012.

## Størrelse
Kraftværket havde fire 300 meter høje skorstene (se billede øverst). To af dem blev bortsprængt 9. maj 2009 og een den 6. oktober 2012.